# Augusto Soares da Cunha
Augusto Soares da Cunha (Governador Valadares, 3 de junho de 1931 - Governador Valadares, 1 de abril de 1964) foi o primeiro homem a morrer pela Ditadura Militar Brasileira (1964-1985) em Minas Gerais.
Augusto foi um dos três filhos do farmacêutico Otávio Soares Ferreira da Cunha e de Guiomar Soares da Cunha.

## Circunstâncias da Morte
No dia primeiro de abril de 1964, Augusto e seu pai, Otávio, sofreram um atentado em sua cidade natal, Governador Valadares. Augusto faleceu na hora, Otávio morreu após três dias. O único sobrevivente do atentado foi seu irmão, Wilson Soares da Cunha, que foi gravemente ferido. As mortes deles foram consequência da ação de três fazendeiros – Maurílio Avelino de Oliveira, Lindolfo Rodrigues Coelho e Wander Campos -, os quais agiram em nome do Estado, prestando serviços de natureza policial, seguindo ordens de Paulo Reis, delegado coronel. Este pedido de Paulo Reis teria sido feito às 8 horas da manhã, segundo relatos.
De acordo com Wander Campos, um dos assassinos, Augusto e seu pai não cumpriram uma ordem de prisão decretada pelo delegado Paulo Reis e o coronel da Polícia Militar Pedro Ferreira dos Santos, o que, por consequência, gerou as mortes dos dois membros da família Soares.
Segundo relatos da esposa de Wilson, Zalfa de Lima Soares e de Eunice Ferreira da Silva, quem fazia serviços domésticos na casa da família, e de acordo com as afirmações dos assassinos Maurílio, Wander e Lindolfo, estes três últimos citados foram à residência do irmão de Augusto, localizada da rua Osvaldo Cruz, 203, no dia 1˚ de abril às 9 horas, uma hora após o pedido do delegado Paulo Reis. Quando chegaram lá, o antigo amigo da família, Maurílio Avelino de Oliveira, se aproximou do veículo – um Jeep Land Rover - no qual estavam Augusto, seu irmão Wilson e seu pai Otávio. Foi nessa aproximação de Maurílio quando os outros fazendeiros tiraram a chave do contato e abriram fogo contra os membros da família Soares da Cunha. Augusto não resistiu aos disparos e morreu de imediato. Wilson, mesmo gravemente ferido, sobreviveu. Otávio foi atingido e, mesmo com a idade já avançada – 70 anos -, saiu do carro se arrastando na tentativa de se resguardar dentro da casa, mas Lindolfo o perseguiu e disparou contra o rosto dele. E, mesmo assim, ele aguentou mais três dias, falecendo no hospital. Como se não fosse o bastante, os três fazendeiros ainda foram atrás do outro filho de Otávio, o médico Milton Soares, mas que foi protegido por alguns colegas médicos e outros enfermeiros. Os assassinatos de Augusto e Otávio é comprovadamente o primeiro crime da ditadura militar em Minas Gerais.
Após algum tempo, descobriu-se que o principal alvo da ação dos fazendeiros, ordenada pelo coronel Paulo Reis, era na verdade Wilson que apoiava manifestações sobre a reforma agrária, lideradas por Chicão – Francisco Raimundo da Paixão (presidente do Sindicato dos Trabalhadores Rurais de Governador Valadares e sapateiro). Além do mais, Wilson era envolvido politicamente com o jornalista Carlos Olavo, desafeto da oposição por ser reconhecido em escala nacional pela defesa das reformas de base e do governo de João Goulart através do jornal O Combate, da cidade de Governador Valadares.

### Consequências da morte
As mortes de Augusto e seu pai, Otávio, geraram diversos conflitos na cidade, sendo que os movimentos agrários ali eram muito fortes. Após o incidente com a família Soares da Cunha, as perseguições em Governador Valadares não pararam. Posteriormente aos assassinatos, o sindicato parou de funcionar, dito isso, a documentação de abertura nunca foi achada. Já em 1975, o Sindicato dos Trabalhadores Rurais de Governador Valadares conseguiu a Carta Sindical, mas, de fato, só foi funcionar anos após. Na contramão disso, até hoje o Sindicato sofre perseguições e os fazendeiros proíbem que seus trabalhadores façam parte dele, portanto não há nenhum associado no Órgão.
Até os dias atuais o conflito por terra em Governador Valadares existe, por isso a atuação da União Ruralista é intensa na região e o MST (Movimento dos Trabalhadores Rurais sem Terra) tenta ao máximo participar politicamente em diversas situações.

## Investigação
Guiomar Soares da Cunha, mãe de Augusto e Wilson, e mulher de Otávio, conseguiu do delegado Paulo Reis a abertura do inquérito policial. Segundo o jornal Última Hora, em 3 dias o delegado Bastos Guimarães conseguiu os nomes dos assassinos e os denunciou ao juiz Alves Peito, o qual mandou ordenou a prisão preventiva dos três fazendeiros. Estes então passaram a ser foragidos da justiça. A partir desse cenário começou uma disputa política que envolveu os coronéis Altino Machado e Pedro Ferreira, a Associação Ruralista de Governador Valadares, o major do exército Henrique Ferreira da Silva e outros que apoiavam o novo governo, que teve como resultado a decisão do coronel Dióscoro Gonçalves do Vale, de transferir, com base no Ato Institucional 1 (AI-1), para a Justiça Militar.
Foi aberto, então o IPM (Inquérito Policial Militar).Este foi conduzido pelo Major Célio Falheiros. Em 19 de agosto de 1966 foi provado, então a falha da justiça no  começo pelo Conselho Extraordinário de Justiça do Exército, na base principal da Auditoria da 4ª Região Militar. O promotor do caso, Joaquim Simeão, pediu ao conselho que decidisse se, quando o crime foi cometido, se ainda se encontrava em Estado Revolucionário. Pois, mesmo os tiros terem sidos feitos pelas costas de Augusto, se fosse comprovado que estava em estado Revolucionário o contexto deveria ser levado em consideração ou se os suspeitos teriam unicamente efetuando homicídio doloso. Os representantes legais dos três acusados alegaram que eles agiram conforme a lei e, que a família Soares da Cunha quando determinaram-lhes a prisão, eles fugiram, o que dava legitimidade na ação dos fazendeiros.
O conselho, na decisão, pediu o apuramento das responsabilidades dos considerados subversivos, assim, por maioria dos votos, 4 a 1, absolveu Lindolfo Rodrigues Coelho e Wander Campos e, 3 contra 2, absolveu Maurílio Avelino de Oliveira. O MP (Ministério Público) recorreu ao STM (Supremo Tribunal Militar), que reformou a sentença.
Na cidade de Governador Valadares, haviam denunciado os três assassinos em dezessete de maio de 1965. Os acusados receberam habeas-corpus no STF, sendo recolhidos os mandatos. Após alguns processos na justiça, o STM (Supremo Tribunal Militar), em onze de janeiro do ano seguinte (1967) condenou, por decisão unânime, os réus a 17 anos e meio de prisão.
Na Comissão Especial sobre Mortos e Desaparecidos Políticos (CEMDP), foi definido pelo delator que houve várias decisões judiciais confirmando que todos os acusados prestavam serviços de cunho policial, e que ainda foram requisitados por autoridades de dentro da Polícia. Outra prova foi que todos eles tiveram tratamento judicial de policiais, ou seja, foram julgados e condenados no setor da Justiça Militar. Assim, ainda mais, ratifica a causa política do atentado. Assim, o promotor votou pelo abono da sentença.
Os casos de Augusto Soares da Cunha e seu pai, Otávio Soares Ferreira da Cunha foram tramitados e aprovados juntos por 4 votos a 3 pela Comissão Especial sobre Mortos e Desaparecidos Políticos (CEMDP).

### Considerações sobre o caso até a instituição da CNV
Em decisão, no dia dez de abril de 1997, a Comissão Especial sobre Mortos e Desaparecidos Políticos (CEMDP) deu a responsabilidade da morte de Augusto Soares da Cunha para o Estado.

#### Conclusão
A partir das investigações feitas, foi concluído que Augusto Soares da Cunha morreu devido a ação realizadas por agentes do Estado brasileiro, em contexto de diversas violações de direitos humanos estimuladas pela Ditadura Militar.

## Homenagens
O nome de Augusto e outras pessoas que foram mortas pela Ditadura Militar, estão em monumento em Belo Horizonte.
Foi criado o Centro Municipal de Educação Infantil Augusto Soares da Cunha, no bairro Vila Isa, em Governador Valadares.